# Карл Вилхелм Финк фон Финкенщайн
Карл Вилхелм Финк фон Финкенщайн (на немски: Karl Wilhelm Graf Finck von Finckenstein; * 11 февруари 1714 в Берлин; † 3 януари 1800 в Берлин) е граф от пруската фамилия „Финк фон Финкенщайн“ в Източна Прусия, кралски пруски държавник, министър и дипломат.
Той е третият син на пруския генерал-фелдмаршал Албрехт Конрад Финк фон Финкенщайн (1660 – 1735) и съпругата му Сузана Магдалена фон Хоф (1676 – 1752), дъщеря на Вилхелм фон Хоф (1644 – 1689) и Йохана Доротея Швертцел фон и цу Вилингсхаузен (1650 – 1696). Майка му е главна придворна дама на кралица София Доротея Пруска, съпругата на крал Фридрих Вилхелм I.
От детските си години е приятел на трон принц Фридрих, бъдещия пруски крал Фридрих II, наричан Фридрих Велики. Следва в Женева, след това пътува във Франция и Холандия.
През 1735 г. започва държавна служба, става съветник на пруския крал Фридрих Велики. Изпращан е на дипломатически мисии. Става посланик в Стокхолм (1735), Копенхаген (1740), Лондон и Санкт Петербург. През 1749 г. Фридрих II (1712 – 1786) го прави кабинет-министър на 5 юни 1749 г. Министър е в продължение на 50 години, вклѝчително и на следващите пруски монарси Фридрих Вилхелм II и Фридрих Вилхелм III.
Почетен член е на Пруската академия на науките от 1744 г.
Карл Вилхелм Финк фон Финкенщайн умира на 85 години в Берлин на 3 януари 1800 г.

## Фамилия
Карл Вилхелм Финк фон Финкенщайн се жени на 16 май 1743 г. във Франкфурт на Одер за графиня София Хенриета Сузана Финк фон Финкенщайн-Гилгенбург (* 6 март 1723, Франкфурт на Одер; † 8 октомври 1792, Берлин), наследничка на Дренов, дъщеря на граф Карл Райнхолд Финк фон Финкенщайн (1694 – 1725) и фрайин София Шарлота Добрзенски де Добрзениц († 1757). Те имат децата:
- Лудвиг Ернст
- Фридрих Вилхелм (* 6 март 1744; † 11 февруари 1755)
- Фридрих Лудвиг Карл (* 18 февруари 1745, Стокхолм; † 18 април 1818, Алт-Мадлитц), пруски президент, женен на 2 ноември 1770 г. за графиня Каролина Вилхелмина Албертина фон Шьонбург-Хинтерглаухау (* 6 юни 1748, Берлин; † 21 март 1810, между Дренов и Цвибинген); имат 13 деца
- Франц Албрехт Вилхелм (* 10 май 1748, Ст. Петербург; † 14 май 1828, Дренов), женен на 14 септември 1775 г. в Требихов за графиня София Луиза Улрика Финк фон Финкенщайн (* 13 юни 1755, Требихов; † 24 декември 1819, Дренов); имат дъщеря и син
- Елизабет Амалия Шарлота (1749 – 1813), омъжена 1772 г. за граф Александер Фридрих Георг фон дер Шуленбург-Блуменберг (* 1745; † 16 май 1790), пруски държавен министър
- Мария Сузана Каролина (1751 – 1828), омъжена за Ото Карл Фридрих фон Фос (1755 – 1823), пруски държавен министър
- Фридерика Вилхелмина Хенриета (* 14 ноември 1752 † 23 декември 1830), омъжена за Август Лудвиг фон Ширщет (* 25 септември 1746; † 8 ноември 1831), пруски генералмайор